# Либерат Римский
Либерат (III век) — святой мученик Римский. День памяти — 20 декабря.
Согласно преданию, святой Либерат происходил из благородной семьи. По некоторым сведениям, он был консулом. Уверовав, отказался от карьеры, от политики, комфорта, и последовал новым путём братской любви и веры в Бога. Был схвачен и приговорён к смерти, в царствование императора Клавдия Готского (269—270).
Святой Либерат был погребён у Соляной дороги в гробнице, построенной попечением некоего Флория. Эта гробница была разрушена во время прихода Алариха в 410 году, но впоследствии восстановлена.